# Ryder Sarchett
Ryder Sarchett (28 luglio 2003) è uno sciatore alpino statunitense.

## Biografia
Specialista delle prove tecniche originario di Ketchum e attivo dal novembre del 2020, in Nor-Am Cup Sarchett ha esordito il 20 novembre 2021 a Copper Mountain in slalom gigante (20º) e ha colto il primo podio il 15 dicembre successivo a Panorama in slalom speciale (3º); ai Mondiali juniores di Alta Savoia 2024 ha vinto la medaglia d'oro nello slalom gigante e ha debuttato in Coppa del Mondo il 16 marzo dello stesso anno a Saalbach-Hinterglemm nella medesima specialità (20º). Ha conquistato la prima vittoria in Nor-Am Cup il 18 marzo 2025 a Sugarloaf in slalom gigante; non ha preso parte a rassegne olimpiche o iridate.

## Palmarès

### Mondiali juniores
- 1 medaglia:
  - 1 oro (slalom gigante ad Alta Savoia 2024)

### Nor-Am Cup
- Miglior piazzamento in classifica generale: 38º nel 2024 e nel 2025
- 2 podi:
  - 1 vittoria
  - 1 terzo posto

#### Nor-Am Cup - vittorie
| Data          | Località  | Paese       | Specialità |
| ------------- | --------- | ----------- | ---------- |
| 18 marzo 2025 | Sugarloaf | Stati Uniti | GS         |

Legenda:

GS = slalom gigante